# Elgin (Kansas)
Elgin es una ciudad ubicada en el de condado de Chautauqua en el estado estadounidense de Kansas. En el año 2010 tenía una población de 89 habitantes y una densidad poblacional de 178 personas por km².

## Geografía
Elgin se encuentra ubicada en las coordenadas 37°0′6″N 96°16′51″O / 37.00167, -96.28083 (37.001608, -96.280703).

## Demografía
Según la Oficina del Censo en 2000 los ingresos medios por hogar en la localidad eran de $14,500 y los ingresos medios por familia eran $21,563. Los hombres tenían unos ingresos medios de $21,250 frente a los $14,583 para las mujeres. La renta per cápita para la localidad era de $9,993. Alrededor del 17.8% de la población estaban por debajo del umbral de pobreza.